# Jean Bouhier (évêque)
Pour les articles homonymes, voir Jean Bouhier et Bouhier.
Jean Jacques Bouhier, né le 14 mars 1666 à Dijon et mort le 15 octobre 1744 à Dijon, est un religieux français, premier évêque de Dijon.

## Biographie
Fils de Jean Bouhier (1624-1714), conseiller au parlement de Dijon et de Jeanne Claude Bernardon, Jean Jacques appartenait à une riche famille bourguignonne qui se distinguera par ses alliances.  De cette famille sont notamment issus les Bouhier de Lantenay et la branche des comtes de Vogüé de Dijon.
Reçu conseiller clerc au parlement de Bourgogne le 9 janvier 1693 il tient ces fonctions jusqu'en 1703. Alors doyen de la Sainte Chapelle de Dijon, il devient député des États de Bourgogne pour le clergé auprès du Roi, le 6 juin 1711.
En 1723, il poursuit sa carrière comme chancelier de la faculté de Droit de sa ville, crée l'année précédente. Abbé de Saint-Germain d'Auxerre, « grand-prieur du chapitre noble de Gigny », Jean Bouhier se vit nommé, dès 1726, premier évêque du nouveau diocèse de Dijon, envisagé à la suite d'un accord entre le pape Benoît XIII et le roi Louis XV, mais qui ne sera officialisé que cinq ans plus tard par Clément XII (bulle du 9 avril 1731, et lettres patentes de juillet)  :

« Le roi avait obtenu cette année [1731] du pape l'érection d'un évêché dans la ville de Dijon, une des plus considérables villes de France ayant un parlement une chambre des comptes un hôtel des monnaies et une intendance. L'abbé Bouhier qui en avait été nommé le premier évêque est sacré le 16 septembre et prête serment le 23 entre les mains du Roi »

Bouhier avait dû patienter avant que Rome ne finalise sa nomination, mais l'abbé Leblanc ironisait dès le 12 avril 1728 dans une lettre à Richard de Ruffey, président à la chambre des comptes de Dijon : « Je vais vous transcrire une petite pièce de vers que je fis dernièrement sur la maladie de notre évêque M. Bouhier ; vous savez qu'il se porte beaucoup mieux et que bientôt il sera parfaitement rétabli : [...] Bouhier ici doit avoir une place ; Mais rien ne presse un peu plus de quartier ; Car après; tout que veut on que j'en fasse 
S'il meurt ? Quel rang prendra-t-il parmi nous ? Il est évêque, et, ce qui m'embarrasse, 
N'est point sacré...
Les difficultés qu'entraînait l'érection d'un siège épiscopal ; peut-être les oppositions à vaincre, soit de la part de l'évêché de Langres, soit de la part des abbayes de Saint-Étienne de Dijon, et de Bèze, dont on se proposait de former la mense épiscopale ; enfin la mort du pape Benoît XIII, qui avait consenti à l'érection, expliquent comment Bouhier fut présenté dès 1726 pour l'évêché, qui ne sera pourtant érigé qu'en 1731.
La bulle du pape Clément XII, donnée à Rome à Sainte-Marie-Majeure, l'an de l'Incarnation 1731, le 5 d'avant les Ides d'avril (lundi 9 avril), expose les motifs de l'érection de l'évêché, et présente un tableau pompeux de la splendeur de la ville de Dijon au commencement du XVIIIe siècle. Cette bulle fut approuvée par Louis XV au mois de juillet, et donc enregistrée au parlement de Dijon, le 8 août 1731. Elle supprimait le titre d'abbé de Saint-Étienne et celui de Saint-Pierre de Bèze pour doter le nouvel évêché, mais elle conservait toutefois au nouvel élu le droit de donner les bénéfices dépendant de ces abbayes, en quelques diocèse que ce soit.
Une déclaration royale, datée du 18 mars 1732, établit alors l'évêque de Dijon comme conseiller-né d'honneur au Parlement de Bourgogne, en qualité d'évêque diocésain.
Dès lors conseiller-né d'honneur au Parlement, le premier évêque de Dijon remplira ses fonctions jusqu'à sa démission, en octobre 1743, au profit de son neveu « à la mode de Bourgogne », Claude Bouhier de Lantenay.
Évêque de Saint-Claude (1737), mais sans en prendre possession, il arrêta des statuts synodaux qui furent promulgués par son successeur à l'évêché.

## Iconographie
Le principal portrait de Jean Jacques Bouhier a été peint par Hyacinthe Rigaud, en 1728 contre 600 livres (« M. l’évêque de Dijon, Bouhier »). Le tableau original est actuellement conservé dans une collection privée parisienne mais on en connaît plusieurs copies dont les plus significatives se trouvent au château de Bussy-Rabutin et au musée des Beaux-arts de Dijon.